# London School of Medicine for Women

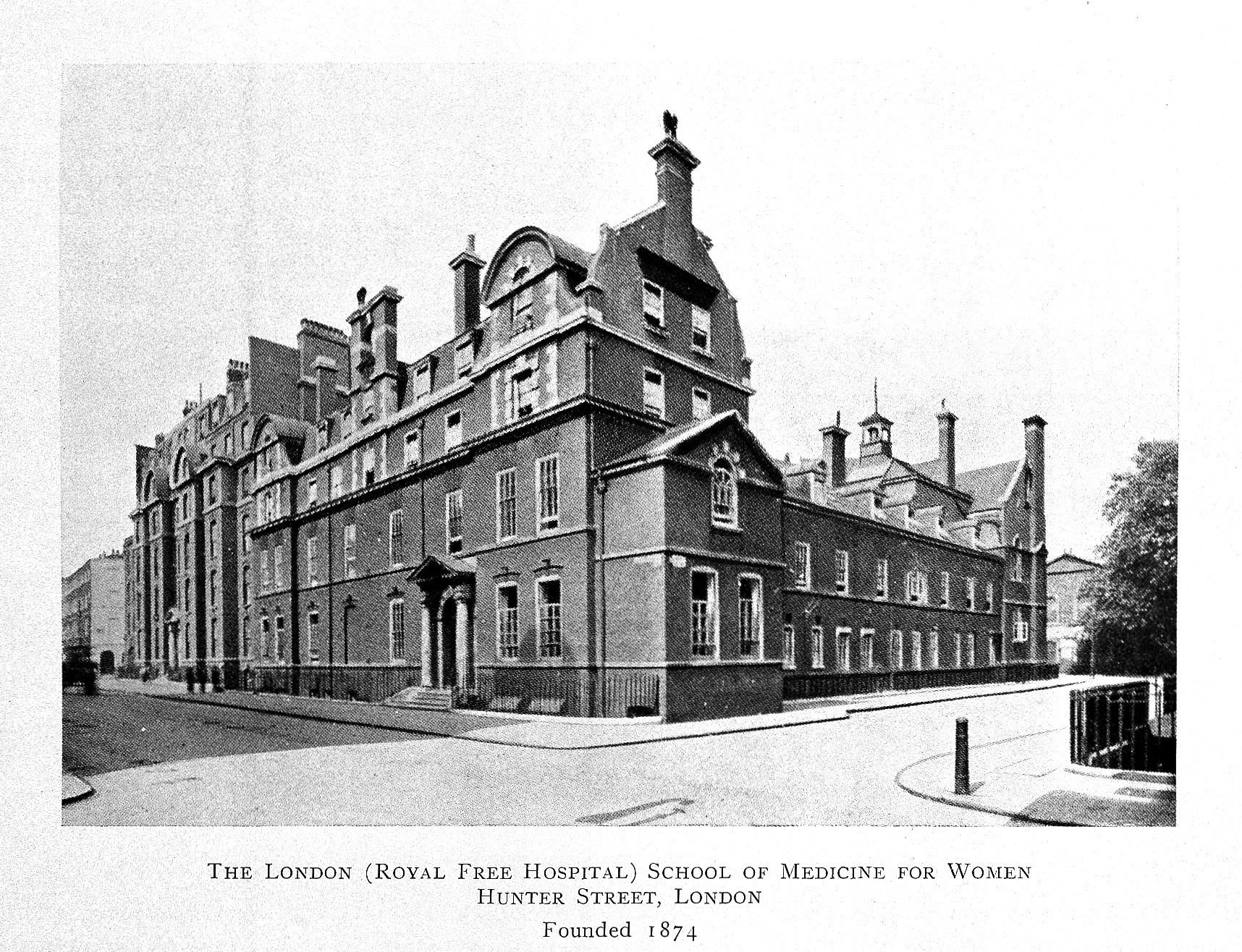
Scuola di medicina femminile di Londra (Royal Free Hospital), Hunter Street, Londra. fondata nel 1874.

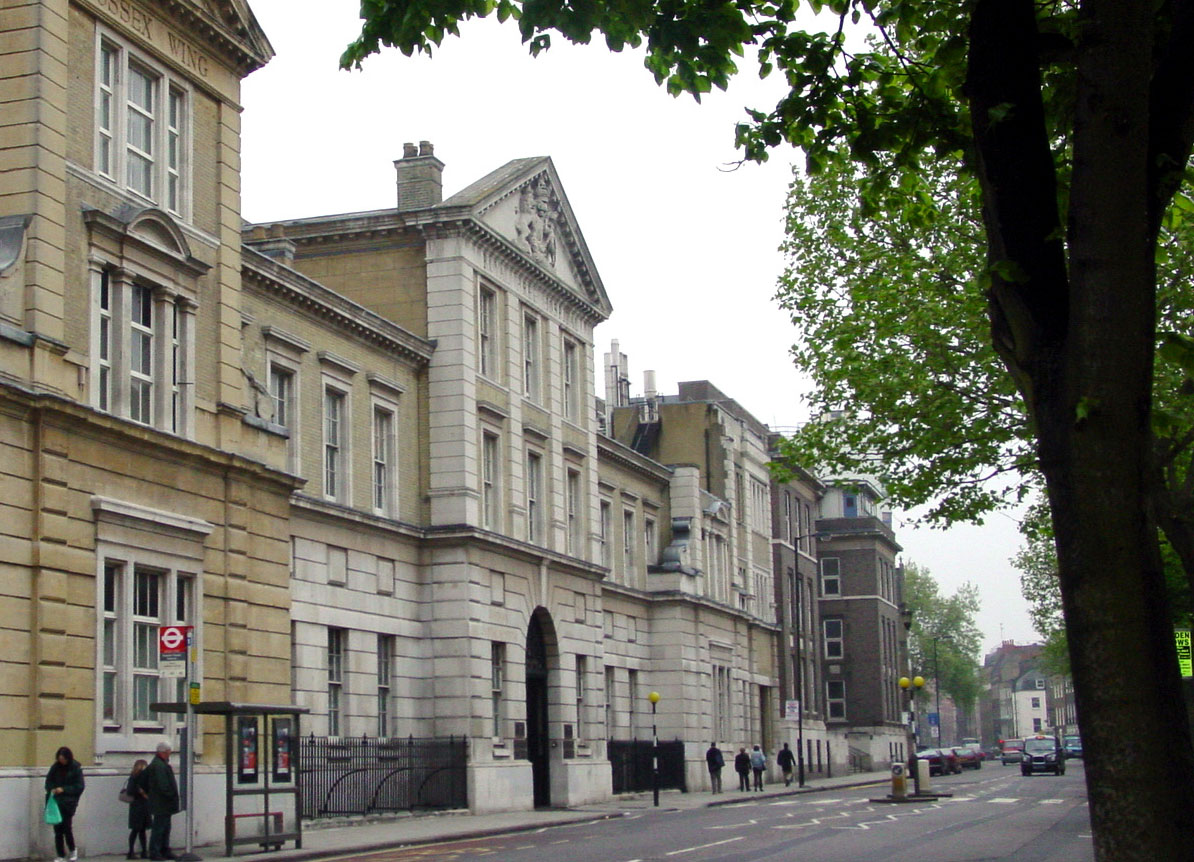
Ancien Royal Free Hospital, Gray's Inn Road

La London School of Medicine for Women (LSMW), fondata nel 1874 è stata la prima scuola di medicina in Gran Bretagna a formare donne come medici. I mecenati, i vicepresidenti e i membri del comitato che sostennero e contribuirono alla fondazione della London School of Medicine for Women volevano fornire alle donne istruite le strutture necessarie per apprendere e praticare l'ostetricia e altri rami della medicina, promuovendo al tempo stesso il loro futuro impiego in i campi dell'ostetricia e altri campi del trattamento delle donne e dei bambini.

## Storia
La scuola fu fondata nel 1874 da un'associazione di medici pionieri donne Sophia Jex-Blake, Elizabeth Garrett Anderson, Emily Blackwell and Elizabeth Blackwell with Thomas Henry Huxley. La fondazione fu motivata almeno in parte dai tentativi frustrati di Jex-Blake di ottenere una laurea in medicina in un momento in cui le donne non erano ammesse alle scuole di medicina britanniche, venendo così espulse dall'Università di Edimburgo. Altre donne che avevano studiato con Jex-Blake a Edimburgo si unirono a lei alla scuola di Londra, tra cui Isabel Thorne che le succedette come segretaria onoraria nel 1877. Partì per iniziare uno studio medico a Edimburgo dove avrebbe fondato la Edinburgh School of Medicine for Women nel 1886.
Lo UK Medical Act del 1876 (39 e 40 Vict, Ch. 41) fu un atto che abrogò il precedente Medical Act nel Regno Unito e permise alle autorità mediche di autorizzare tutti i candidati qualificati indipendentemente dal sesso. Nel 1877 fu raggiunto un accordo con il Royal Free Hospital che permise agli studenti della London School of Medicine for Women di completare i loro studi clinici lì. Il Royal Free Hospital fu il primo ospedale universitario di Londra ad ammettere donne per la formazione.
Elizabeth Garrett Anderson fu preside (1883-1903) mentre la scuola fu ricostruita, divenne parte dell'Università di Londra e consolidò la sua associazione con il Royal Free Hospital. Nel 1896, la scuola fu ufficialmente ribattezzata London (Royal Free Hospital) School of Medicine for Women.
Nel 1894, una nota femminista indiana Rukhmabai si qualificò in medicina dopo aver frequentato la London School of Medicine for Women. Il numero di studentesse indiane aumentò costantemente in modo che entro il 1920 la scuola, in collaborazione con l'India Office aprì un ostello per studentesse indiane di medicina.
Nel 1914, la scuola è stata ulteriormente ampliata a causa del numero di donne che desiderano studiare medicina, rendendo necessario raddoppiare il numero di laboratori e aule. Al momento dell'espansione, la scuola aveva oltre 300 studenti iscritti, rendendola il più grande college universitario femminile in Gran Bretagna.
Nel 1998, si è fusa con la scuola medica dell'University College Hospital per formare la UCL Medical School.

## Formazione personale dei fondatori

### Elizabeth Blackwell
Elizabeth Blackwell è stata la prima donna degli Stati Uniti d'America a ricevere una laurea in medicina. Nata a Bristol il 3 febbraio 1821, Elizabeth Blackwell era la terza di nove figli della famiglia. Tra i molti membri della famiglia, Blackwell aveva parenti famosi, tra cui suo fratello Henry, un noto abolizionista e sostenitore dei diritti delle donne.
Nel 1832 la Blackwell si trasferì in America, in particolare a Cincinnati, Ohio. Nel 1838, il padre di Blackwell, Samuel Blackwell, morì, lasciando la famiglia in condizioni economiche precarie durante una crisi economica nazionale. A causa di questo, Blackwell ha ricevuto il suo primo lavoro professionale come insegnante insieme a sua madre e le sue sorelle. L'ispirazione di Blackwell per la medicina è nata durante una conversazione con la sua amica morente, affermando che la sua situazione sarebbe stata migliore se fosse stata un medico donna. Mentre insegnava, la Blackwell prese a pensione due medici maschi del sud, cosa che le permise di raggiungere la sua prima vera conoscenza del campo medico attraverso il tutoraggio dei due medici.
Nel 1847, Blackwell fece domanda per il college, ricevendo un rifiuto da tutte le parti, tranne dal Geneva College che la accettò per scherzo. Dopo aver ricevuto anni di discriminazione, alla fine si laureò prima nella sua classe, guadagnandosi lentamente il rispetto dei suoi professori ed educatori. Poi tornò a New York, aprendo una piccola clinica con l'aiuto dei suoi amici quaccheri. Lì offriva posizioni per medici donne durante la guerra civile, formando infermiere donne per gli ospedali sindacali.
Nel 1869 lasciò New York per tornare in Inghilterra. Dal 1875 al 1877 tenne lezioni di ginecologia alla London School of Medicine for Women.

### Sophia Jex-Blake
Sophia Jex-Blake nacque a Hastings, nel Regno Unito nel 1840. Dopo aver frequentato varie scuole private, Jex-Blake frequentò il Queen's College. La ricerca di un'occupazione nel campo della medicina da parte di Jex-Blake portò al desiderio di iscriversi all'Università di Edimburgo per studiare medicina. Il suo desiderio di frequentare l'Università di Edimburgo fu ostacolato perché l'università non permetteva alle donne di frequentarla. Per combattere questo aprì una causa in tribunale contro l'università, con conseguente sentenza infruttuosa a favore dell'Università di Edimburgo.
Nel 1889 l'Act of Parliament stabilì la concessione di diplomi per le donne, in gran parte dovuti alle lotte della Jex-Blake. Ciò le permise di diventare una delle prime dottoresse nel Regno Unito. Fondò quindi la London School of Medicine for Women e la Edinburgh School of Medicine for Women.

### Elizabeth Garrett Anderson
Elizabeth Garrett Anderson nacque a Whitechapel, Londra e ricevette una buona educazione. Scelse di intraprendere la carriera di medico dopo aver incontrato la dottoressa Elizabeth Blackwell. Fece domanda in diverse scuole di medicina, ma fu respinta da tutte quelle a cui aveva fatto domanda. Pertanto si iscrisse come infermiera al Middlesex Hospital e fu nominata assistente medico nel 1866 al St. Mary's Dispensary. Desiderando ancora diventare medico, conseguì con successo una laurea in medicina in Francia.
Tornando a Londra assistette alla fondazione del New Hospital for Women al Dispensario di St. Mary e alla London School of Medicine for Women. Avrebbe successivamente supervisionato l'espansione della scuola di Londra dopo aver ricevuto la posizione di preside nel 1883, dopo di che nominò anche la Blackwell come professoressa di ginecologia. La scuola fu successivamente rinominata Ospedale Elizabeth Garrett Anderson, che alla fine fece parte dell'Università di Londra.

## Laureate di spicco
I seguenti nominativi sono tutti presenti sulla Wikipedia Inglese e in parte su quella italiana, pertanto sono da considerare tutti di rilevanza enciclopedica e meritevoli di essere citati.
- Dame Louisa Aldrich-Blake, prima donna in Gran Bretagna a ricevere il grado di Master of Surgery.[11]
- Florence Barrett, consulente chirurgo presso l'ospedale Mothers di Clapton e il Royal Free Hospital di Londra, si laureò nel 1906
- Diana Beck, consulente neurochirurgo presso il Middlesex Hospital, laureata nel 1925
- Julia Bell, genetista umana e membro del Royal College of Physicians, laureata nel 1920
- Rosemary Biggs, ematologa, laureata nel 1943
- Margery Blackie, omeopata della regina Elisabetta II,[12] laureata nel 1923
- Mary Alice Blair, chirurgo e amministratore unitario dello Scottish Women's Hospital for Foreign Service, laureata nel 1910
- Margaret Boileau, medico e chirurgo di Norfolk, laureata nel 1906
- Ruth Bowden, professore di anatomia presso la Royal Free Hospital School of Medicine, laureata nel 1940
- Fanny Jane Butler, nella prima classe di laurea, 1880. Nota come prima inglese, medico missionaria completamente addestrato in India
- Dame Hilda Bynoe, governatore di Grenada, laureata nel 1951
- Phillis Emily Cunnington, collezionista, scrittrice e storica di costume e moda, laureata nel 1918
- Janet Elizabeth Lane-Claypon, fondatrice di The Science of Epidemiology, laureata nel 1901
- Eleanor Davies-Colley, chirurgo, prima donna FRCS, co-fondatrice del South London Hospital for Women and Children, laureata nel 1907
- Katharine Dormandy, ematologa presso il Royal Free Hospital, laureata nel 1951
- Eva Frommer, psichiatra infantile pinonieristica, fondatrice del Children Day Hospital e membro della fondazione del Royal College of Psychiatrists, laureata nel 1952
- Frances Gardner, consulente cardiologa presso il Royal Free Hospital, laureata nel 1940
- Louisa Garrett Anderson, cofondatrice del Women's Hospital for Children, cofondatrice e capo chirurgo del Women's Hospital Corps, laureata intorno al 1897
- Mary Gordon, prima ispettrice della prigione femminile britannica, laureata nel 1890
- Mary Esther Harding, psicoanalista junghiana, laureata nel 1910
- Dorothy Christian Hare, direttore medico del Women's Royal Naval Service
- Charlotte Leighton Houlton, Chief Medical Officer, Women's Medical Service of India (1935-1939)
- Jerusha Jhirad, la prima donna indiana con una laurea in ostetricia e ginecologia, si è laureata nel 1919
- Una ledingham, esperta di diabete e gravidanza, laureata nel 1927
- Katharine Lloyd-Williams, anestesista, laureata nel 1926
- Margaret Lowenfeld, Psicologo infantile, psicoterapeuta e pediatra, laureata nel 1918
- Isabella MacDonald MacDonald, laureata nel 1888, una delle prime donne nel Regno Unito a farlo
- Helen MacKay, la prima donna del Royal College of Physicians
- Flora Murray, cofondatrice del Women's Hospital for Children e del Women's Hospital Corps, laureata intorno al 1895
- Christine Murrell, primo membro femminile del Consiglio centrale del British Medical Association, laureata nel 1899
- Doris Lyne Officer, laureata nel 1921
- Elizabeth Margaret Pace, ginocologa, laureata nel 1891
- Sylvia Payne, presidente della British Psychoanalalical Society
- Innes Hope Pearse, cofondatrice del Pioneer Health Center e del Peckham Experiment, laureata nel 1915
- Frances Helen Prideaux, nota come "uno degli studenti più illustri" della scuola e prima donna ad essere nominata in un ospedale di Londra in una competizione aperta con uomini, laureata nel 1884
- Gladys Maud Sandes, chirurgo, Venereologa e First Woman Physician presso il London Lock Hospital, laureata nel 1922
- Sophia Seekings Friel, uno dei primi ispettori di maternità e assistenza all'infanzia e cofondatrice della Tottenham "School for Mothers"
- Edith Shove, laureata nel 1882
- Honor Smith, neurologa, laureata nel 1937
- Alice Stewart, epidemiologa che ha rivoluzionato la comprensione del rischio di radiazioni, laureata nel 1899
- Mary Sturge, laureata nel 1891
- Ethel Vaughan-Sawyer, chirurgo ginecologa
- Alice Vickery, la prima donna britannica a qualificarsi come chimico ed esperta di droghe
- Jane Elizabeth Waterston, nella prima classe di laurea, 1880. Nota come primo dottore donna in Sudafrica.
- Elizabeth Mary Wells, missionaria e medico in Africa orientale
- Lucy Wills, ha scoperto il fattore nutrizionale nel lievito (folato), che ha impedito l'anemia macrocitica in gravidanza.
- Helen Mary Wilson, medico e attivista sociale.
- Helena Rosa Wright, chirurgo, pioniere del controllo delle nascite sia nel Regno Unito che a livello internazionale, laureata nel 1914

## London School of Medicine for Women ai giorni nostri
Anche se la London School of Medicine for Women dovette affrontare possibili chiusure su più conti diversi, la scuola rimase. Nel 1998, la scuola di medicina si fuse con la University College Hospital Medical School. Le due si combinarono per creare la Royal Free e University College Medical School. Questo edificio ha ospitato il British College of Acupuncture e l'Hunter Street Health Centre nel 2008.